# Acacia songwensis
Acacia songwensis é uma espécie de leguminosa do gênero Acacia, pertencente à família Fabaceae.